# Thaba Nchu
Thaba Nchu é uma cidade da África do Sul localizada na província do Estado Livre (em Inglês: Free State; em africâner: Vrystaat). Está localizada a 60 km de Bloemfontein.